# Villanueva de San Carlos
Villanueva de San Carlos és un municipi de la província de Ciudad Real a la comunitat autònoma de Castella-La Manxa.

## Demografia
| 1991 | 1996  | 2001 | 2004 |
| ---- | ----- | ---- | ---- |
| 492  | 5.792 | 448  | 418  |